# سیارک ۱۵۵۶۵
سیارک ۱۵۵۶۵ (به انگلیسی: 15565 Benjaminsteele، نامگذاری:2000GM49) پانزده هزار و پانصد و شصت و پنجمین سیارک کشف شده‌است که در ۵ آوریل ۲۰۰۰ کشف شد.
قدر مطلق سیارک برابر ۱۹.۵ است.